# Stoke City Football Club
Pour les articles homonymes, voir Stoke.
Maillots
Actualités
Stoke City Football Club est un club de football anglais basé à Stoke-on-Trent dans le Staffordshire (Angleterre) et évoluant en Championship. Fondé en 1863, le club est le plus ancien de la Premier League et le deuxième club professionnel le plus ancien du monde, juste après Notts County.
Depuis la saison 2018-2019 le club évolue en EFL Championship (deuxième division anglaise). Il a remporté son premier et seul trophée majeur en 1972 en remportant la Carling Cup contre Chelsea sur le score de 2 à 1. Mais il a aussi remporté deux fois le Johnstone’s Paint Trophy en 1992 (contre Stockport County sur le score de 1 à 0) et en 2001 (contre Bristol City sur le score de 2 à 1). Sa meilleure performance en première division anglaise fut lors de la saison 1935-1936 où il finit quatrième du championnat et lors de la saison 1946-1947 il finit une nouvelle fois à cette place. En FA Cup, il a eu une seule fois l'occasion d'atteindre la finale, le 14 mai 2011, en affrontant Manchester City pour essayer de remporter son deuxième titre majeur. Avant cette finale, sa meilleure performance était la demi-finale atteinte par trois fois, en 1899 (défaite contre Derby County sur le score de 3-1), en 1971 (défaite contre Arsenal sur le score de 4-2 au total des deux matchs joués) et en 1972 (défaite contre Arsenal une nouvelle fois, sur le score de 3 à 2 au total des deux matchs joués).
Stoke joue ses matchs à domicile au Bet365 Stadium, depuis 1997. Le stade a une capacité de 28 384 places mais fut réduit à 27 598 places. Avant d'évoluer dans ce stade, Stoke évoluait au Victoria Ground qui avait une capacité de 56 000 places mais qui fut réduit à 25 000 après sa fermeture en 1997.
Son surnom The Potters leur vient de la tradition de la ville de Stoke-on-Trent qui est la poterie.

## Histoire
Stoke City FC est un club anglais de football basé à Stoke-on-Trent, créé en 1863 sous le nom Stoke Ramblers. En 1878, le club déménage à Victoria (où ils jouèrent jusqu'en 1997) et fusionne avec Stoke Victoria Cricket Club pour devenir le Stoke Football Club. Le club rejoint la Football League lors de la création de celle-ci en 1888, ce qui en fait le deuxième plus vieux club de la Ligue. 
En 1928, le club est rebaptisé pour la dernière fois Stoke City Football Club, lorsque Stoke-on-Trent acquiert le statut de ville. Le 29 mars 1937, 51 380 spectateurs assistent à la réception d'Arsenal, ce qui constitue le record d'affluence du club.
En 1972, le club remporte son seul grand trophée : la League Cup, en gagnant contre Chelsea 2-1 en finale au stade de Wembley, devant 97 852 spectateurs.
En 1985, le club est relégué de Premier League avec un total de 17 points, score battu par Sunderland en 2005-2006 (15 pts) puis par Derby County en 2007-2008 (11 pts). En 1997, le club déménage au Britannia Stadium, et le Victoria est détruit. 
Après 23 ans d'absence en 1re division, lors de la saison 2007-2008, Stoke obtient sa promotion pour la Premier League en terminant deuxième du Championship (seconde division anglaise). En 2008-2009, l'équipe de Stoke termine 12e de Premier League alors même que le club était favori pour la relégation. En 2009-2010, Stoke améliore encore ses performances et termine 11e.
En 2010-2011, l'équipe se maintient à nouveau sans difficulté en terminant 13e. En FA Cup, après avoir largement battu Bolton (5-0) en demi-finale (le plus gros écart à ce stade de la compétition depuis 72 ans), Stoke atteint la finale pour la première fois de son histoire. Battus par Manchester City (1-0), les Potters décrochent une qualification pour la Ligue Europa.
Pour sa participation en Ligue Europa Ils finiront deuxième de leur groupe derrière Beşiktaş JK et sera éliminé par Valence CF en seizièmes de finales. 
Après une très mauvaise saison en Premier League 2017-2018, le club est relégué en Championship au bout de la 37e journée de championnat contre Crystal Palace sur une défaite 2-1 à domicile. Le club était présent dans l'élite depuis la saison 2008/2009.

## Logos

Logo de 1953 à 1957.
Logo de 1977 à 1992.
Logo de 1992 à 2001.
Logo de 2001 à 2026[4].

## Palmarès et records
- Championnat d'Angleterre de deuxième division : 
  - Champion : 1933 et 1963
  - Vice-champion : 1922 et 2008

- Championnat d'Angleterre de troisième division : 
  - Champion : 1927 (Nord) et 1993

- Coupe d'Angleterre
  - Finaliste : 2011

- Coupe de la Ligue anglaise : 
  - Vainqueur : 1972
  - Finaliste : 1964

- Football League Trophy :
  - Vainqueur : 1992 et 2000

- Football Alliance :
  - Champion : 1891

## Joueurs et personnalités du club

### Entraîneurs
Le tableau suivant présente la liste des entraîneurs du club depuis 1874.
| Rang | Nom                    | Période   |
| ---- | ---------------------- | --------- |
| 1    | Thomas Slaney          | 1874-1883 |
| 2    | Walter Cox             | 1883-1884 |
| 3    | Harry Lockett          | 1884-1890 |
| 4    | Joseph Bradshaw        | 1890-1892 |
| 5    | Arthur Reeves          | 1892-1895 |
| 6    | Bill Rowley            | 1895-1897 |
| 7    | Horace Austerberry     | 1897-1908 |
| 8    | Alfred Barker          | 1908-1914 |
| 9    | Peter Hodge            | 1914-1915 |
| 10   | Joe Schofield          | 1915-1919 |
| 11   | Arthur Shallcross      | 1919-1923 |
| 12   | Jock Rutherford        | 1923      |
| 13   | Tom Mather             | 1923-1935 |
| 14   | Bob McGrory            | 1935-1952 |
| 15   | Frank Taylor           | 1952-1960 |
| 16   | Tony Waddington        | 1960-1977 |
| 17   | George Eastham         | 1977-1978 |
| 18   | Alan A'Court (intérim) | 1978      |
| 19   | Alan Durban            | 1978-1981 |
| 20   | Richie Barker          | 1981-1983 |

| Rang | Nom                     | Période   |
| ---- | ----------------------- | --------- |
| 21   | Bill Asprey             | 1983-1985 |
| 22   | Tony Lacey (intérim)    | 1985      |
| 23   | Mick Mills              | 1985-1989 |
| 24   | Alan Ball               | 1989-1991 |
| 25   | Graham Paddon (intérim) | 1991      |
| 26   | Lou Macari              | 1991-1993 |
| 27   | Joe Jordan              | 1993-1994 |
| 28   | Asa Hartford (intérim)  | 1994      |
| 29   | Lou Macari              | 1994-1997 |
| 30   | Chic Bates              | 1997-1998 |
| 31   | Chris Kamara            | 1998      |
| 32   | Alan Durban (intérim)   | 1998      |
| 33   | Brian Little            | 1998-1999 |
| 34   | Gary Megson             | 1999      |
| 35   | Guðjón Þórðarson        | 1999-2002 |
| 36   | Steve Cotterill         | 2002      |
| 37   | Dave Kevan (intérim)    | 2002      |
| 38   | Tony Pulis              | 2002-2005 |
| 39   | Johan Boskamp           | 2005-2006 |
| 40   | Tony Pulis              | 2006-2013 |

| Rang | Nom               | Période   |
| ---- | ----------------- | --------- |
| 41   | Mark Hughes       | 2013-2018 |
| 42   | Paul Lambert      | 2018      |
| 43   | Gary Rowett       | 2018-2019 |
| 44   | Nathan Jones      | 2019      |
| 45   | Michael O'Neill   | 2019-2022 |
| 46   | Alex Neil         | 2022-2023 |
| 47   | Steven Schumacher | 2023-2024 |
| 48   | Ryan Shawcross    | 2024      |
| 49   | Narcís Pelach     | 2024      |
| 50   | Ryan Shawcross    | 2024-2025 |
| 51   | Mark Robins       | 2025-     |

### Effectif actuel
Le 12 août 2025
| N° | Nat.                                                  | Poste | Nom du joueur                              |
| -- | ----------------------------------------------------- | ----- | ------------------------------------------ |
| 1  | Drapeau de la Suède                                   | G     | Viktor Johansson                           |
| 3  | Drapeau de l'Angleterre                               | D     | Aaron Cresswell                            |
| 4  | Drapeau de l'Angleterre                               | M     | Ben Pearson                                |
| 7  | Drapeau du pays de Galles                             | M     | Sorba Thomas                               |
| 8  | Drapeau de l'Angleterre                               | M     | Lewis Baker                                |
| 9  | Drapeau de l'Angleterre                               | A     | Divin Mubama (prêté par Manchester City)   |
| 10 | Drapeau de la Corée du Sud                            | M     | Bae Jun-ho                                 |
| 11 | Drapeau de la Slovaquie                               | A     | Róbert Boženík                             |
| 12 | Drapeau du Japon                                      | M     | Tatsuki Seko                               |
| 13 | Drapeau de l'Irlande                                  | G     | Jack Bonham                                |
| 14 | Drapeau de l'Irlande du Nord (drapeau du Royaume-Uni) | M     | Jamie Donley (prêté par Tottenham Hotspur) |
| 15 | Drapeau de la France                                  | M     | Steven Nzonzi                              |
| 16 | Drapeau de l'Angleterre                               | D     | Ben Wilmot                                 |
| 17 | Drapeau de la France                                  | D     | Eric Bocat                                 |
| 18 | Drapeau de l'Irlande                                  | M     | Bosun Lawal                                |

| No. | Nat.                    | Position | Nom du joueur                                 |
| --- | ----------------------- | -------- | --------------------------------------------- |
| 19  | Drapeau du Maroc        | A        | Ryan Mmaee                                    |
| 20  | Drapeau de l'Angleterre | A        | Sam Gallagher                                 |
| 22  | Drapeau du Cameroun     | D        | Junior Tchamadeu                              |
| 23  | Drapeau de l'Angleterre | D        | Ben Gibson ()                                 |
| 26  | Drapeau de l'Angleterre | D        | Ashley Phillips (prêté par Tottenham Hotspur) |
| 29  | Drapeau de la France    | A        | Lamine Cissé                                  |
| 34  | Drapeau de l'Angleterre | G        | Frank Fielding                                |
| 40  | Drapeau de l'Ukraine    | D        | Maksym Talovyerov                             |
| 41  | Drapeau de l'Angleterre | D        | Jaden Dixon                                   |
| 42  | Drapeau des Pays-Bas    | A        | Million Manhoef                               |
| 46  | Drapeau de l'Angleterre | M        | Will Smith                                    |
| 56  | Drapeau de l'Angleterre | M        | Favour Fawunmi                                |
| 57  | Drapeau de l'Angleterre | D        | Jaden Mears                                   |
| —   | Drapeau de l'Angola     | A        | André Vidigal                                 |

#### Prêtés aux autres clubs
| N° | Nat.                    | Poste | Nom du joueur                          |
| -- | ----------------------- | ----- | -------------------------------------- |
| 21 | Drapeau de la Serbie    | M     | Nikola Jojić (prêté à NK Radomlje)     |
| 35 | Drapeau de l'Angleterre | A     | Nathan Lowe (prêté à Stockport County) |

| No. | Nat.                    | Position | Nom du joueur                         |
| --- | ----------------------- | -------- | ------------------------------------- |
| 37  | Drapeau de l'Angleterre | A        | Emre Tezgel (prêté à Crewe Alexandra) |
| 45  | Drapeau de l'Angleterre | G        | Tommy Simkin (prêté à Leyton Orient)  |

### Joueurs emblématiques
- Bill Asprey
- Gordon Banks
- Jack Butland
- Richard Cresswell
- Garth Crooks
- Peter Crouch
- Tony Ford
- Ben Foster
- Stanley Matthews
- Michael Owen
- John Ritchie
- Steve Simonsen
- Ryan Shawcross
- Mike Sheron
- Eric Skeels (en)
- Denis Smith
- Charlie Adam
- Joe Allen
- Rory Delap
- Stephen Ireland
- Graham Kavanagh
- Glenn Whelan
- Marko Arnautović
- Asmir Begović
- Wilfried Bony
- Eric Maxim Choupo-Moting
- Jesé
- Joselu
- Bojan Krkić
- Steven Nzonzi
- Kurt Zouma
- Eiður Guðjohnsen
- Ricardo Fuller
- Mamady Sidibé
- Ibrahim Afellay
- Victor Moses
- Mame Diouf
- Xherdan Shaqiri